# Rallye Grasse-Alpin
Le Rallye Grasse-Alpin (ou Rallye Alpin-Behra) est une épreuve sportive de rallye automobile, créée en 1955 et disputée dans le sud-est de la France.

## Histoire
Elle se déroule désormais autour de la ville de Grasse et s'appelle Rallye de Grasse Fleurs et Parfums.
À compter de 1972 (Rallye des Roses, puis Critérium de la Côte d'Azur), elle rentre dans le Championnat de France des rallyes de 1re division.
Aujourd'hui redescendue au rang de simple "rallye national", l'épreuve compta jusqu'en 1996 pour le Championnat de France des rallyes.
De grands noms s'y sont imposés tels René Trautmann, Bernard Darniche, ou encore François Chatriot.
Dominique de Meyer l'a remporté à sept reprises depuis 1998.

## Palmarès
(Championnat de France des rallyes "D1": en bleu-gras)
| Année | Pilote              | Copilote                | Voiture                            |
| ----- | ------------------- | ----------------------- | ---------------------------------- |
| 1996  | Philippe Bugalski   | Jean-Paul Chiaroni      | Renault Maxi Megane                |
| 1995  | Patrick Bernardini  | Jean-Marc Andrié        | Ford Escort RS Cosworth            |
| 1994  | François Chatriot   | Denis Giraudet          | Toyota Celica 4WD                  |
| 1993  | Pierre-César Baroni | Denis Giraudet          | Lancia Delta HF Integrale 16v      |
| 1992  | Bernard Béguin      | Jean-Paul Chiaroni      | Ford Sierra Cosworth 4x4           |
| 1991  | Jean Ragnotti       | Gilles Thimonier        | Renault Clio 16S                   |
| 1990  | François Chatriot   | Michel Périn            | BMW M3                             |
| 1989  | François Chatriot   | Michel Périn            | BMW M3                             |
| 1988  | Bernard Béguin      | Jean-Jacques Lenne      | BMW M3                             |
| 1987  | Didier Auriol       | Bernard Occelli         | Ford Sierra RS Cosworth            |
| 1986  | François Chatriot   | Michel Périn            | Renault 5 Maxi Turbo               |
| 1985  | Guy Fréquelin       | Christian Gilbert       | Opel Manta 400                     |
| 1984  | Jean Ragnotti       | Pierre Thimonier        | Renault 5 Turbo Tour de Corse      |
| 1983  | Bruno Saby          | Chris Williams          | Renault 5 Turbo                    |
| 1982  | Jean-Luc Thérier    | Michel Vial             | Renault 5 Turbo                    |
| 1981  | Francis Vincent     | Willy Huret             | Porsche 911 SC                     |
| 1980  | Bernard Béguin      | Jean-Jacques Lenne      | Porsche 911 SC                     |
| 1979  | Francis Vincent     | Willy Huret             | Porsche 911 Carrera RSR            |
| 1978  | Bernard Darniche    | Alain Mahé              | Lancia Stratos                     |
| 1977  | Bernard Darniche    | Alain Mahé              | Lancia Stratos                     |
| 1976  | Jean-Louis Clarr    | Jean-François Fauchille | Opel Kadett GT/E                   |
| 1975  | Jean-Pierre Nicolas | Vincent Laverne         | Alpine A110 1800                   |
| 1974  | Jean-Pierre Nicolas | Alain Mahé              | Alpine A110 1800                   |
| 1973  | Bernard Fiorentino  | Maurice Gélin           | Simca CG MC                        |
| 1972  | Bernard Darniche    | Alain Mahé              | Alpine A110 1860                   |
| 1971  | Jacques Henry       | Bernard-Etienne Grobot  | Alpine A110 1600 S                 |
| 1970  | Jean-François Piot  | Jean Todt               | Ford Escort RS 1600                |
| 1969  | Jean-Claude Andruet | Patrice Eco             | Alpine A110 1300                   |
| 1968  | Jean-François Piot  | Jean Todt               | Alpine A110 Proto                  |
| 1967  | Gérard Larrousse    | Marcel Callewaert       | Alpine A110 1300                   |
| 1966  | Jean Rolland        | Gaby Augias             | Alfa Romeo GTA                     |
| 1965  | Francis Tomas       | Lucien Bianchi          | Austin Cooper S                    |
| 1964  | René Trautmann      | Yves Chérel             | Lancia Flavia Coupé 1.8            |
| 1963  | René Trautmann      | Claudine Bouchet        | Citroën DS 19                      |
| 1962  | René Trautmann      | Yves Chérel             | Citroën DS 19                      |
| 1961  | Jean Rolland        | Gaby Augias             | Alfa Romeo Giulietta SZ            |
| 1960  | Fernand Masoero     | Paul Justamond          | Alfa Romeo Giulietta Sprint Veloce |
| 1959  | Charles Baggioli    | Louis Gambini           | Renault Dauphine                   |
| 1955  | Jean Viazzi         | Nicolet                 | Renault 4CV                        |